# 永興里 (桃園區)
永興里位於臺灣桃園市桃園區，西北臨永安里，北臨東埔里，東臨中和里，南臨長美里，西邊則臨西門里。其名稱由來是因位在永安路至北興街附近的關係。

## 歷史沿革
該地在清朝、日治時期初期屬於桃澗堡桃園街，二次世界大戰後改為桃園鎮永興里。
民國四十二年（1953年），當時的桃園鎮正式設置里辦公處時，永興里為當時戶數達到三百戶的十六里之一。
民國六十年（1971年），因桃園鎮升格而成為桃園市永興里。
民國七十一年（1982年），桃園市進行區里調整，該里則維持原里名。
民國八十七年（1998年），調整為桃園市市中地區永興里。

## 外部連結
- 桃園市永興里生活交流園地 （页面存档备份，存于）